# Geografía de Serbia

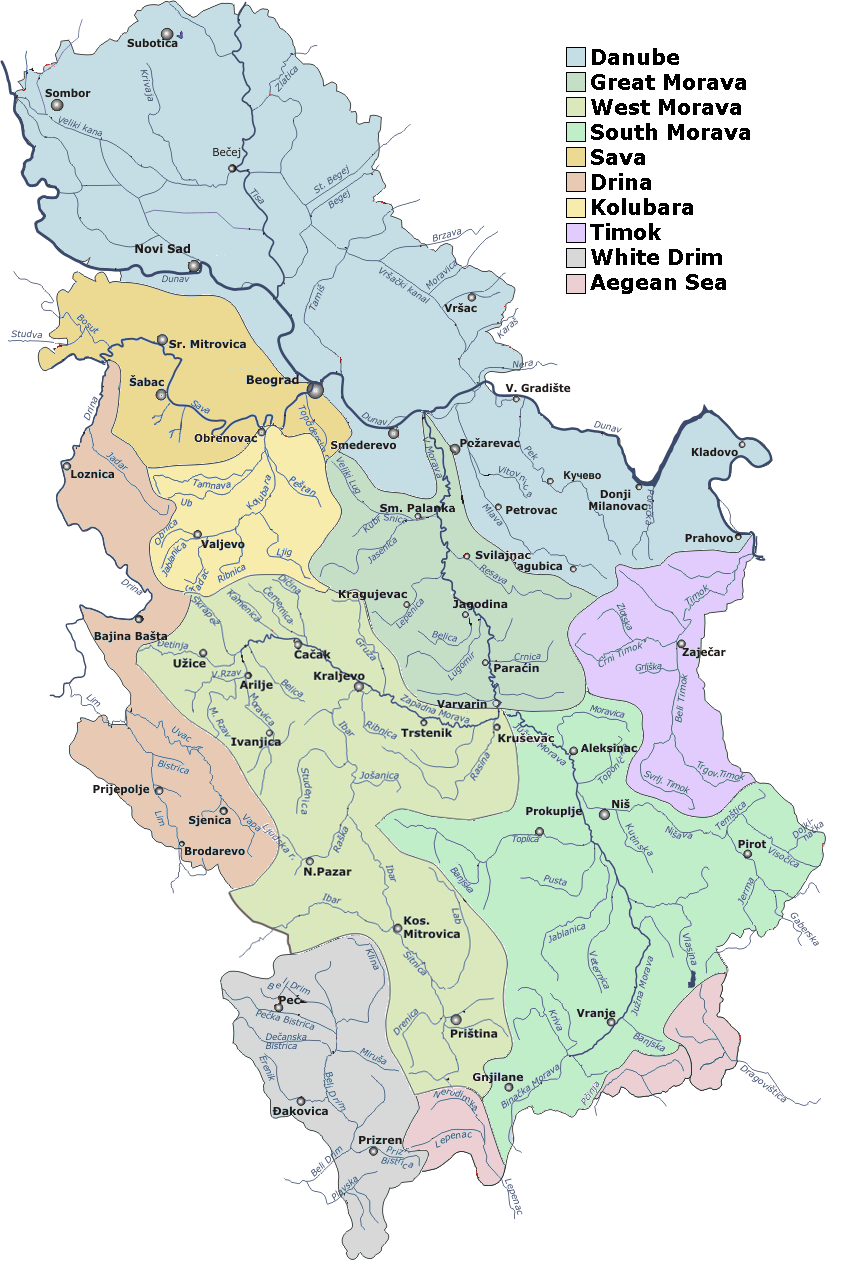
Ríos principales de Serbia y sus cuencas hidrográficas.

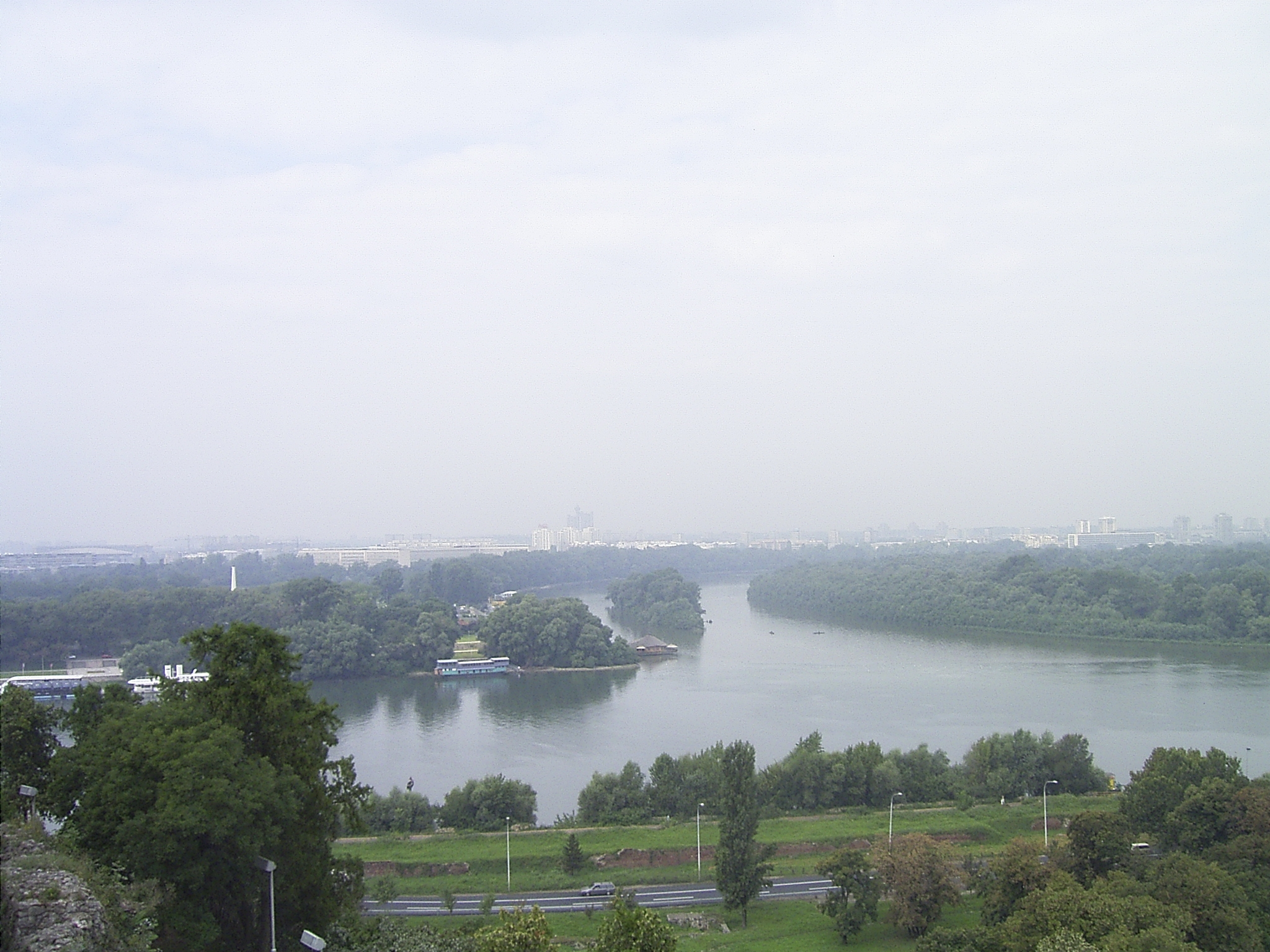
Belgrado: confluencia del Save en el Danubio.

Serbia (nombre local, Republika Srbija) es un estado que se encuentra en la Europa suroriental, entre Macedonia del Norte y Hungría. Está ubicada en los Balcanes, una región histórica y geográfica del sudeste de Europa. Comparte fronteras con Albania, Bosnia y Herzegovina, Bulgaria, Croacia, Hungría, Macedonia del Norte, Montenegro y Rumania. No tiene salida al mar.

## Geografía física

### Relieve

Mapa topográfico de Serbia que muestra el relieve del país y sus principales ríos.

El extremo norte del país forma parte de la llanura panónica. Son las ricas y fértiles llanuras de la Voivodina.
El resto de Serbia es montañoso. En el centro, oeste y suroeste se encuentran los Alpes Dináricos. Los macizos montañosos más importantes del sector occidental son los montes Zlatibor y Kopaonik. El suroeste del país se compone de montañas antiguas y colinas. Las montañas Tara alcanzan los 1591 metros en el monte Kozji rid.
En la Serbia Central, el terreno se compone de colinas y montañas bajas y medianas, separadas por numerosos ríos y arroyos.
Al este se alzan los Cárpatos. Son cadenas montañosas calcáreas separadas por llanuras fluviales: Montes Balcanes (Stara Planina) y montes Homolje, donde la población es escasa. También a esta región pertenecen las montañas Ródope.
La cumbre más alta de Serbia es el monte Djeravica, que tiene 2656 m: está situado en las montañas Prokletije en Kosovo. El punto culminante de la Serbia Central es el monte Midžor en los Balcanes, de 2169 m, mientras que las montañas Vršac (Vršački Breg, 641 m) son la máxima altitud en la provincia autónoma de la Voivodina. Finalmente, por su interés artístico y natural, debe mencionarse el macizo montañoso de Fruška Gora, situado al norte de Sirmia, en la provincia autónoma de Voivodina. Su superficie es en gran parte un parque nacional y es igualmente célebre por los dieciséis monasterios ortodoxos edificados aquí entre los siglos XV y XVI. La cima es Crveni Čot con 539 m.

### Ríos y lagos

#### Ríos
Prácticamente todo el territorio (92%) de Serbia pertenece a la cuenca hidrográfica del Danubio (serbio Dunav), que domina el norte del país. Proporciona navegación al interior de Europa y al Mar Negro. Una pequeña zona de Kosovo (5%) pertenece a la vertiente adriática, principalmente a través del río Drin Blanco, y el resto (3%) en Kosovo y el sur de Serbia pertenece a la vertiente egea, principalmente a través del río Vardar.
Aparte del Danubio, que recorre 588 km a través de Serbia o como un río fronterizo (con Croacia en el noroeste y Rumania en el sureste), los principales ríos son sus afluentes el Save (que viene del Oeste, 206 km en Serbia de un total de 945 km), el Tida (que viene del norte), el Drina (procede del sur, forma una frontera natural con Bosnia y Herzegovina y recorre 220 km en Serbia, de un total de 346 km) y el Morava (Zapadna Morava, 308 km de un total de 308 km y Južna Morava, 295 km de un total de 295 km); sólo este último fluye (casi) enteramente por Serbia, en las regiones más montañosas del sur, con sus ramas madre (Morava Occidental y Oriental). Sus afluentes forman una densa red de ríos y arroyos menores, cubriendo la mayor parte del país.
Otros ríos: Ibar 272 km (total 272 km), Timok 202 km (total 202 km), Tibisco (serbio Tisa, 168 km de un total de 966 km), Nišava 151 km (total 218 km), Tamiš 118 km (total 359 km), Kolubara 110 km (total 110 km) y Begej 75 km (total 244 km).
La abundancia de superficies de agua relativamente poco contaminadas y numerosas aguas naturales y minerales subterráneas de alta calidad del agua representa una oportunidad de exportar y mejora económica; sin embargo, una explotación más extensiva y producción de agua embotellada ha comenzado sólo recientemente. A pesar de esto, muchas ciudades serbias todavía padecen problemas de suministro de agua, debido a la mala administración y a la baja inversión en el pasado, así como contaminación hídrica (como la contaminación del río Ibar del combinado plomo-cinc de Trepča, afectando a la ciudad de Kraljevo, o la presencia de arsénico natural en aguas subterráneas en Zrenjanin).
El potencial hidroenergético de Serbia está alrededor de 17.000 GWh, de los cuales alrededor de 10 000 GWh (60%) se utiliza en plantas de energía, principalmente las grandes. El resto de potencial sin utilizar puede ser realizado usando plantas de energía de tamaño pequeño y mediano (<25 MW), cuya construcción por el sector privado se ve como una oportunidad para mejorar la economía de Serbia y su capacidad energética.
Serbia también tiene un gran potencial geotermal, que es usado sólo parcial y esporádicamente. El uso de aguas geotermales es principalmente con propósitos balnearios: hay alrededor de 60 balnearios, que se ven como una gran oportunidad para mejorar el sector turístico.

#### Lagos
Debido a la configuración del terreno, los lagos naturales son escasos y dispersos; la mayor parte de ellos se encuentran en Vojvodina, como el lago glaciar Palić o numerosos brazos muertos a lo largo del río. Sin embargo, hay numerosos lagos artificiales, en su mayor parte debido a embalses hidroeléctricos, siendo el mayor de ellos Đerdap (Đerdapsko jezero 163 km²; total 253 km²) en el Danubio, Perućac (Perućačko jezero 12,4 km²) en el Drina y el lago Vlasina (Vlasinsko jezero 16 km²). Otros tres lagos, de menor tamaño, son: lago Gazivode (Gazivode jezero 11,9 km²), Lago Zvorni (Zvorničko jezero 8,1 km²) y lago Zlatar (Zlatarsko jezero 7,25 km²).

### Clima

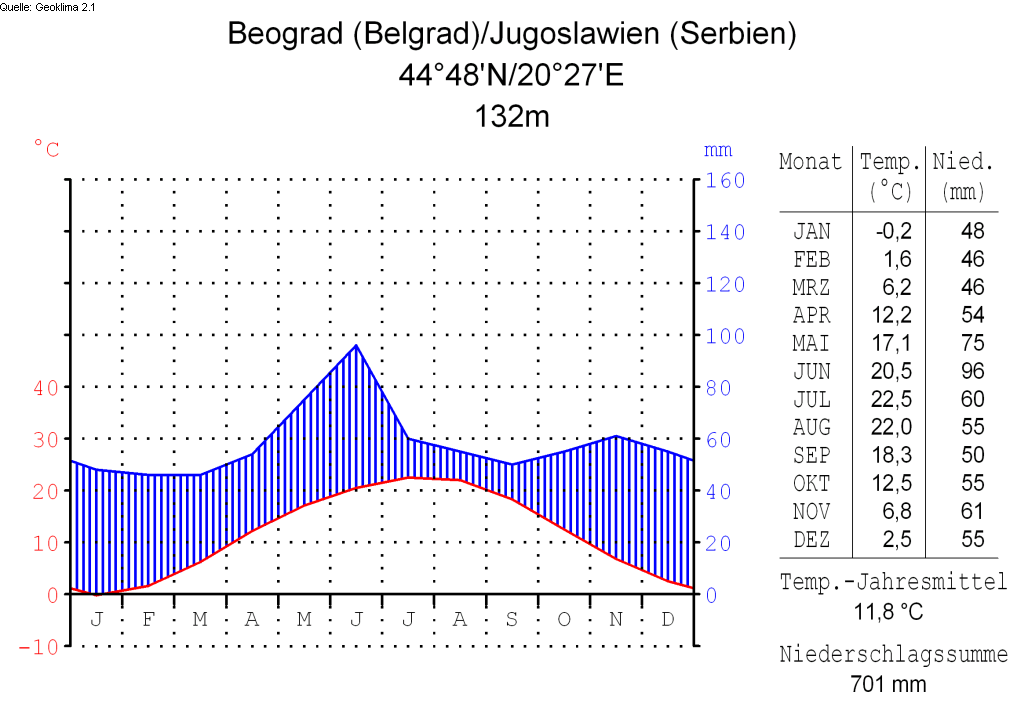
Climograma de Belgrado.

Hablando en términos generales, el clima de Serbia es continental moderado con una clara diversidad a nivel local resultado de la ubicación geográfica, el relieve, la exposición del terreno, la presencia de sistemas hídricos como un río o un lago, la vegetación o el grado de urbanización. Influyen la cercanía a las cordilleras de los Alpes, los Cárpatos, los Ródope, así como al mar Adriático o la llanura panónica. El clima serbio varía entre un clima más mediterráneo con influencia del Adriático en el sur con veranos y otoños calientes, secos, e inviernos relativamente fríos con fuertes nevadas en el interior, y en el norte hay un clima continental, con inviernos fríos y veranos cálidos y húmedos con lluvias bien distribuidas. La ubicación de los barrancos y llanuras de los ríos en la zona septentrional del país permiten que ocasionalmente se produzca una profunda irrupción en dirección sur de masas de aire polar en el invierno, mientras que el cálido aire del Sáhara a menudo entra en el mar Mediterráneo en los veranos.
La temperatura media anual del aire para el período 1961-1990 para la zona con la altitud de hasta 300 m asciende a 11 °C. Las zonas con las altitudes de 300 a 500 m tienen unas temperaturas medias anuales de alrededor de 10,5 °C, y por encima de 1000 m de altitud alrededor de 6 °C.
La precipitación anual, generalmente, sube con la altitud. En las regiones más llanas, va en el intervalo de 540 a 820, áreas en altitud por encima de 1000 m reciben una media de 700 a 1000 mm, y algunas cumbres montañosas en el suroeste de Serbia hasta 1.500 mm. La mayor parte de Serbia tiene un régimen de precipitaciones continental, con el punto álgido a principios del verano, excepto en el suroeste, que recibe su mayor precipitación en el otoño. Mayo y junio son el período más lluvioso, con una media de 12 a 13 % del total anual. Febrero y octubre tienen la menor precipitación. La cubierta de nieve puede durar desde finales de noviembre hasta principios de marzo, y el mayor número de días con cubierta de nieve es enero.
La suma anual de radiación solar se encuentra en el intervalo de 1.500 a 2.200 horas al año.
La circulación del aire en superficie está en gran medida influida por la nube orográfica. En la parte más cálida del año, prevalecen los vientos del noroeste y del oeste. En la Voivodina y Sumadija, domina en otoño e invierno un viento del este-sureste, llamado Košava. Los vientos del suroeste prevalecen en la parte montañosa del suroeste de Serbia.

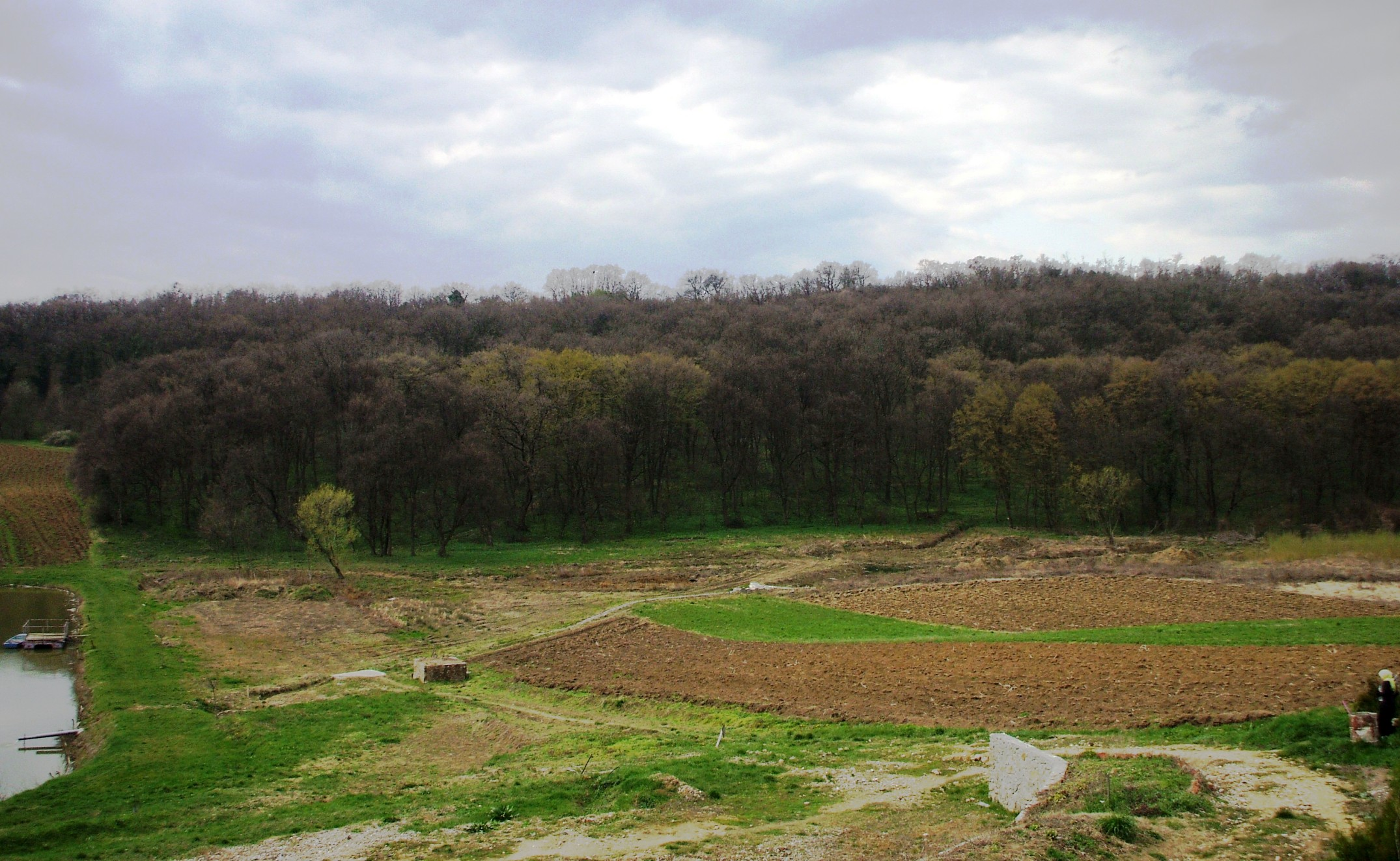
Monte Fruška Gora, cerca del monasterio de Petkovica.

### Medio ambiente
Desde 2001, Serbia cuenta con una reserva de la biosfera, Golija-Studenica. 53.714 hectáreas están protegidas como humedales de importancia internacional al amparo del Convenio de Ramsar, en total, nueve sitios Ramsar. Serbia tiene cinco parques nacionales: Fruška Gora (250 km²), Kopaonik (120 km²), Tara (220 km²), Đerdap (Puertas de Hierro) (640 km²) y Sar-planina (390 km²).
Los parques naturales son: Prokletije (1000 km²), Gornje Podunavlje (100 km²), Stara Planina (1420 km²), Golija (750 km²) y Kučajske planina (1150 km²). Hay numerosas reservas naturales regionales: Deliblatska peščara (300 km²), Lago Ludaš (5,93 km²), Obedska bara (175,01 km²) y Stari Begej - Carska Bara (17,67 km²).
El principal riesgo natural de Serbia son los terremotos destructivos.
En cuanto a los principales problemas medioambientales, se encuentran: la contaminación atmosférica alrededor de Belgrado y otras ciudades industriales; la contaminación de las aguas por residuos industriales arrojados al Save que fluye hacia el Danubio.

## Geografía política

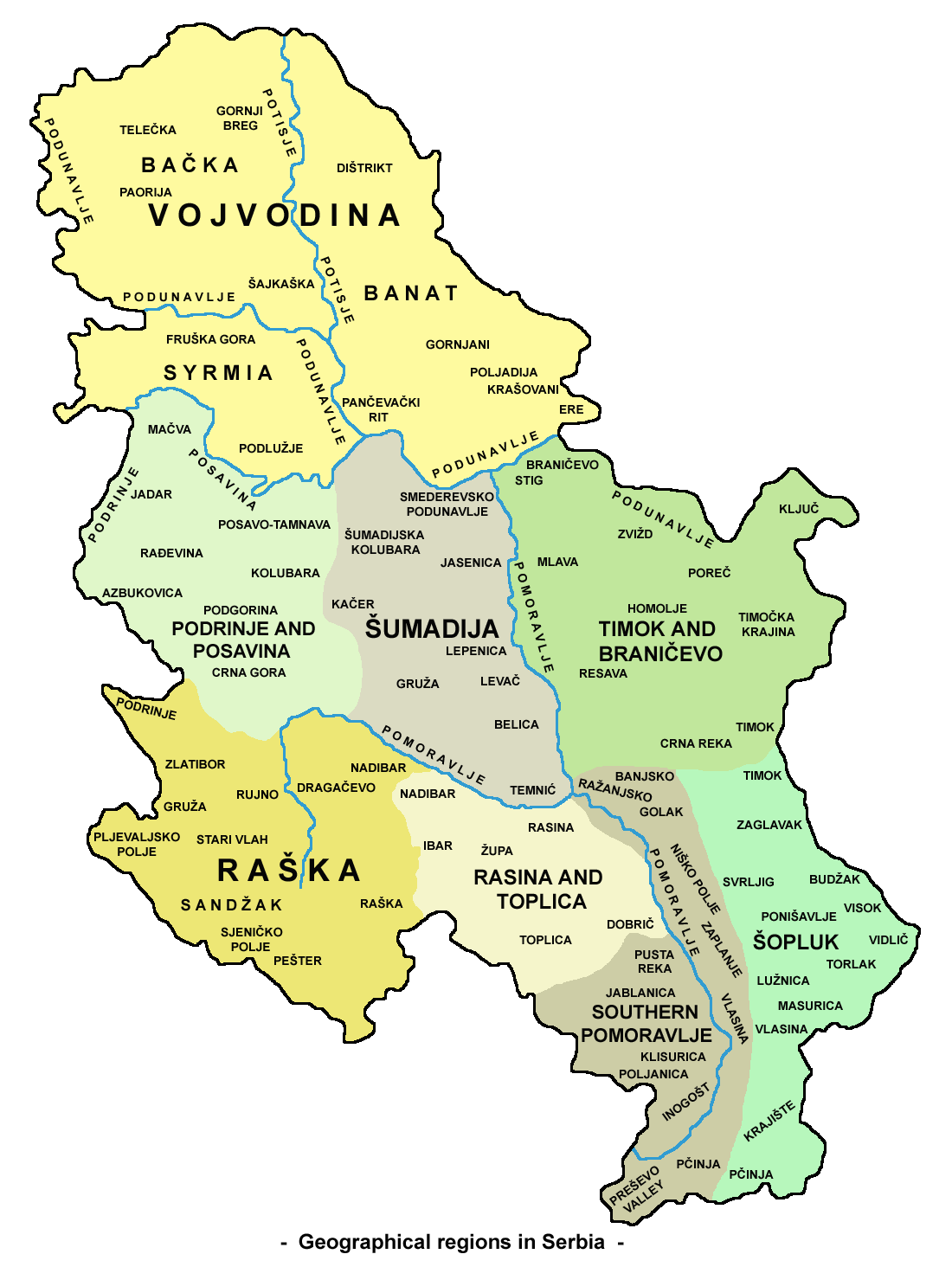

La población de Serbia, incluyendo Kosovo, es de aproximadamente 9.200.000 habitantes. Los grupos étnicos principales en Serbia son: 82,9% de serbios, 3,9% húngaros, 1,4 romaníes (gitanos), yugoslavos 1,1%, bosnios 1,8%, montenegrinos 0,9%, otros 8% (censo de 2002).
En Kosovo predominan los albaneses (88%), siendo los serbios el 7% de la población y otros 5%,
En cuanto a la religión, la mayoritaria es la ortodoxa serbia 85%, hay un 5,5% de católicos, 1,1% protestantes, 3,2% de musulmanes, sin especificar 2,6%, otros, desconocido o ateos 2,6% (censo de 2002). El idioma oficial es el serbio 88,3%, pero se habla además húngaro 3,8%, bosnio 1,8%, romaní (gitano) 1,1%, otros 4,1%, desconocido 0,9% (censo de 2002). En la Voivodina son cooficiales el rumano, el húngaro, el eslovaco, el ucraniano y el croata.
La capital es Belgrado con 1.182.000 habitantes (2007). Otras ciudades que exceden de 100.000 habitantes son: Novi Sad, Niš y Kragujevac. La mayoría de las grandes ciudades están localizadas a lo largo del eje del país.
Serbia se divide administrativamente en municipios (opcstine, singular - opcstina). En Serbia propiamente dicha:
- Ciudad de Belgrado (Beograd): Barajevo, Cukarica, Grocka, Lazarevac, Mladenovac, Novi Beograd, Obrenovac, Palilula, Rakovica, Savski Venac, Sopot, Stari Grad, Surcin, Vozdovac, Vracar, Zemun y Zvezdara;
- Distrito de Bor: Bor, Kladovo, Majdanpek y Negotin;
- Distrito de Branicevo: Golubac, Kucevo, Malo Crnice, Petrovac, Pozarevac, Veliko Gradiste, Zabari y Zagubica;
- Distrito de Jablanica: Bojnik, Crna Trava, Lebane, Leskovac, Medveda y Vlasotince;
- Distrito de Kolubara: Lajkovac, Ljig, Mionica, Osecina, Ub y Valjevo;
- Distrito de Macva: Bogatic, Koceljeva, Krupanj, Ljubovija, Loznica, Mali Zvornik, Sabac y Vladimirci;
- Distrito de Moravica: Cacak, Gornkji Milanovac, Ivanjica y Lucani;
- Distrito de Nisava: Aleksinac, Doljevac, Gadzin Han, Merosina, Niš, Razanj y Svrljig;
- Distrito de Pcinja: Bosilegrad, Bujanovac, Presevo, Surdulica, Trgoviste, Vladicin Han y Vranje;
- Distrito de Pirot: Babusnica, Bela Palanka, Dimitrovgrad y Pirot;
- Distrito de Podunavlje: Smederevo, Smederevskia Palanka y Velika Plana;
- Distrito de Pomoravlje: Cuprija, Despotovac, Jagodina, Paracin, Rekovac y Svilajnac;
- Distrito de Rasina: Aleksandrovac, Brus, Cicevac, Krusevac, Trstenik y Varvarin;
- Distrito de Raska: Kraljevo, Novi Pazar, Raska, Tutin y Vrnjacka Banja;
- Distrito de Sumadija: Arandelovac, Batocina, Knic, Kragujevac, Lapovo, Rača y Topola;
- Distrito de Toplica: Blace, Kursumlija, Prokuplje y Zitorada;
- Distrito de Zajecar: Boljevac, Knjazevac, Sokobanja y Zajecar;
- Distrito de Zlatibor: Arilje, Bajina Basta, Cajetina, Kosjeric, Nova Varos, Pozega, Priboj, Prijepolje, Sjenica y Uzice.

En la Provincia Autónoma de Voivodina:
- Distrito de Backa del Norte: Bac, Backa Palanka, Backi Petrovac, Becej, Beocin, Novi Sad, Sremski Karlovci, Srobobran, Temerin, Titel, Vrbas y Zabalj;
- Distrito de Banato del Norte: Alibunar, Bela Crkva, Kovacica, Kovin, Opovo, Pancevo, Plandiste y Vrsac;
- Distrito de Backa del Sur: Backa Topola, Mali Idjos y Subotica;
- Distrito de Banato del Sur: Ada, Coka, Kanjiza, Kikinda, Novi Knezevac y Senta;
- Distrito de Banato Central: Nova Crnja, Novi Becej, Secanj, Zitiste y Zrenjanin;
- Distrito de Sirmia: Indija, Irig, Pecinci, Ruma, Sid, Sremska Mitrovica y Stara Pazova;
- Distrito de Backa del Oeste: Apatin, Kula, Odzaci y Sombor

Kosovo está dividido en 30 municipios (komunat, singular - komuna en albanés; opstine, singular - opstina en serbio): Decan (Decani), Dragash (Dragas), Ferizaj (Urosevac), Fushe Kosove (Kosovo Polje), Gjakove (Dakovica), Gjilan (Gnjilane), Gllogovc/Drenas (Glogovac), Istog (Istok), Kacanik, Kamenice/Dardana (Kamenica), Kline (Klina), Leposaviq (Leposavic), Lipjan (Lipljan), Malisheve (Malisevo), Mitrovice (Mitrovica), Novoberde (Novo Brdo), Obiliq (Obilic), Peje (Pec), Podujeve (Podujevo), Prishtine (Pristina), Prizren, Rahovec (Orahovac), Shterpce (Strpce), Shtime (Stimlje), Skenderaj (Srbica), Suhareke (Suva Reka), Viti (Vitina), Vushtrri (Vucitrn), Zubin Potok y Zvecan.
El gobierno de Kosovo ha anunciado el establecimiento de ocho municipios adicionales de acuerdo con el enviado especial de las Naciones Unidas que impulsó un proceso de descentralización; los límites de varios municipios esperan su aprobación final; los municipios son: Gracanice (Gracanica), Hani i Elezit (Dzeneral Jankovic), Junik, Kllokot-Verboc (Klokot-Vrbovac), Mamushe (Mamusa), Partes, y Ranillug (Ranilug); además, el actual municipio de Mitrovica se divididió en Mitrovica Norte y Mitrovica Sur.

## Geografía económica
Serbia controla una de las principales rutas terrestres desde Europa occidental a Turquía y Oriente próximo. Sus recursos naturales son: petróleo, gas, carbón, mineral ferroso, cobre, cinc, antimonio, cromita, oro, plata, magnesio, pirita, caliza, mármol, sal y tierra arable.
La mayor parte del PIB (est. 2007) proviene del sector servicios (63,5%), mientras que la industria produce el 24,2% y la agricultura el 12,3%. En cuanto al empleo, la población activa se divide en: 30% agricultura, 46% industria y 24% servicios (2002).
La mala gestión de la economía de la época de Milosevic, un dilatado período de sanciones económicas internacionales y el daño a la infraestructura e industria de Yugoslavia durante los bombardeos aéreos de la OTAN en el año 1999 mermó la economía a la mitad del tamaño que tenía en el año 1990. Después del derrocamiento de Milosevic en septiembre del año 2000, el gobierno de la oposición democrática de Serbia implementó medidas de estabilización y se embarcó en una reforma del mercado. Se ha avanzado en la liberalización del mercado, así como en la privatización y la reestructuración de todos los sectores, incluidas las telecomunicaciones y firmas de pequeño y mediano tamaño.
El principal eje de comunicaciones y de desarrollo económico se extiende desde el sureste de Belgrado hacia Niš y Skopje (en Macedonia del Norte), a lo largo de los valles de la Velika Morava y de la Juzna Morava.
Los principales productos de la agricultura son: trigo, maíz, remolacha azucarera, girasoles y frambuesas. La ganadería produce carne de vacuno, de cerdo y leche. La industria produce azúcar, maquinaria agrícola, equipamiento eléctrico y de comunicaciones, papel y pulpa, plomo y equipamiento de transporte.
Tiene 1.921 km de gaseoducto y 323 km de oleoductos. El eje principal del país está atravesado por la principal vía férrea del país (la vía ferroviaria Belgrado-Bar) y por la carretera europea E75. Tiene 3.379 km de vías férreas y 36.875 km de carreteras. Las vías fluviales son 587 km, principalmente en el Danubio y el Save.

## Enlaces
- Datos: Q747927
- Multimedia: Geography of Serbia / Q747927